# Riemengetriebe

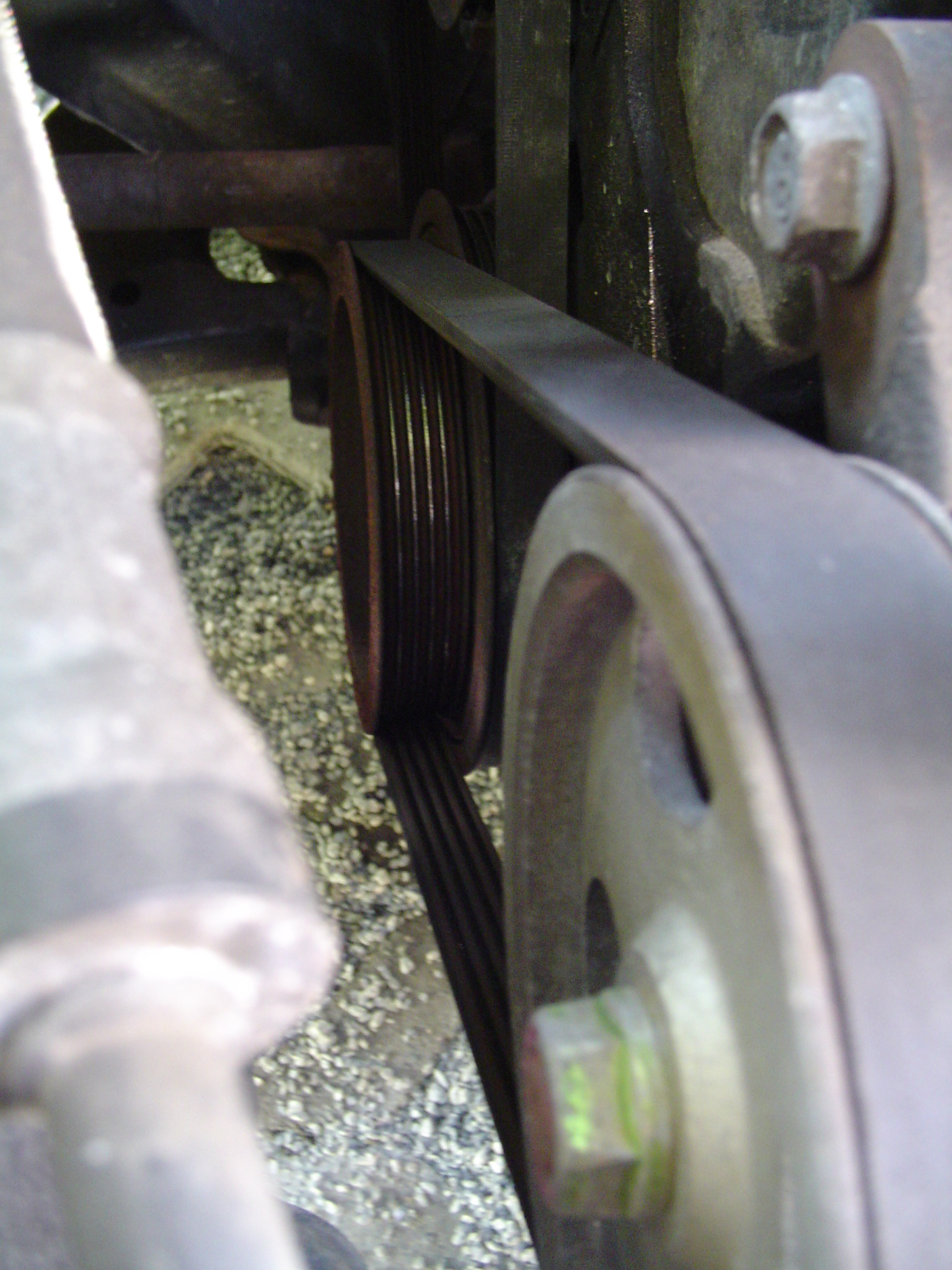
Keilrippenriemen-Getriebe an einem PKW-Motor

Das Riemengetriebe (auch der Riementrieb oder Riemenantrieb) ist ein Zugmittelgetriebe mit einem i. d. R. geschlossenen Riemen als Mittel zur Bewegungs- bzw. Kraftübertragung zwischen weit entfernten Getriebeteilen.

## Einsatz

Grundsätzlicher Aufbau eines Zugmitteltriebs

Früher wurden Riemengetriebe unter der Bezeichnung Transmission geführt. Die klassische Transmission ist heute nur noch äußerst selten anzutreffen. Die Entwicklung vor allem kleiner und leistungsstarker Elektromotoren und Sicherheitsaspekte (Gefahr bei Riemenriss) haben die klassische Transmission aus den Industriebetrieben verdrängt.
Bei modernen Riemengetrieben wurde der Flachriemen weitestgehend durch den Keilriemen ersetzt, da dieser große Kräfte bei kleiner Vorspannung übertragen kann. Er übernimmt bei seinem Einsatz zugleich die Funktion einer Sicherheitskupplung. Einsatz finden Riemengetriebe z. B.: im Kfz zum Antrieb der Lichtmaschine, in Waschmaschinen oder Werkzeugmaschinen sowie im Doriotgestänge zum Betrieb von zahnärztlichen Bohrern. Er wird jedoch nicht mehr für die Überwindung großer Wege eingesetzt. Bei einfachen Anwendungen wird er auch als Kupplung verwendet. Dabei wird eine Spannrolle gelockert und der sonst gespannte Riemen rutscht durch. (Anwendung beispielsweise als Radantrieb bei Rasenmähern.)
Die Entwicklung neuer Riemenarten, wie Treibriemen, hat sich jedoch in diversen Bauformen erhalten, die die Vorteile der Transmission erhalten und die Nachteile wieder aufwiegen oder bei denen sie im speziellen Fall nicht relevant sind.

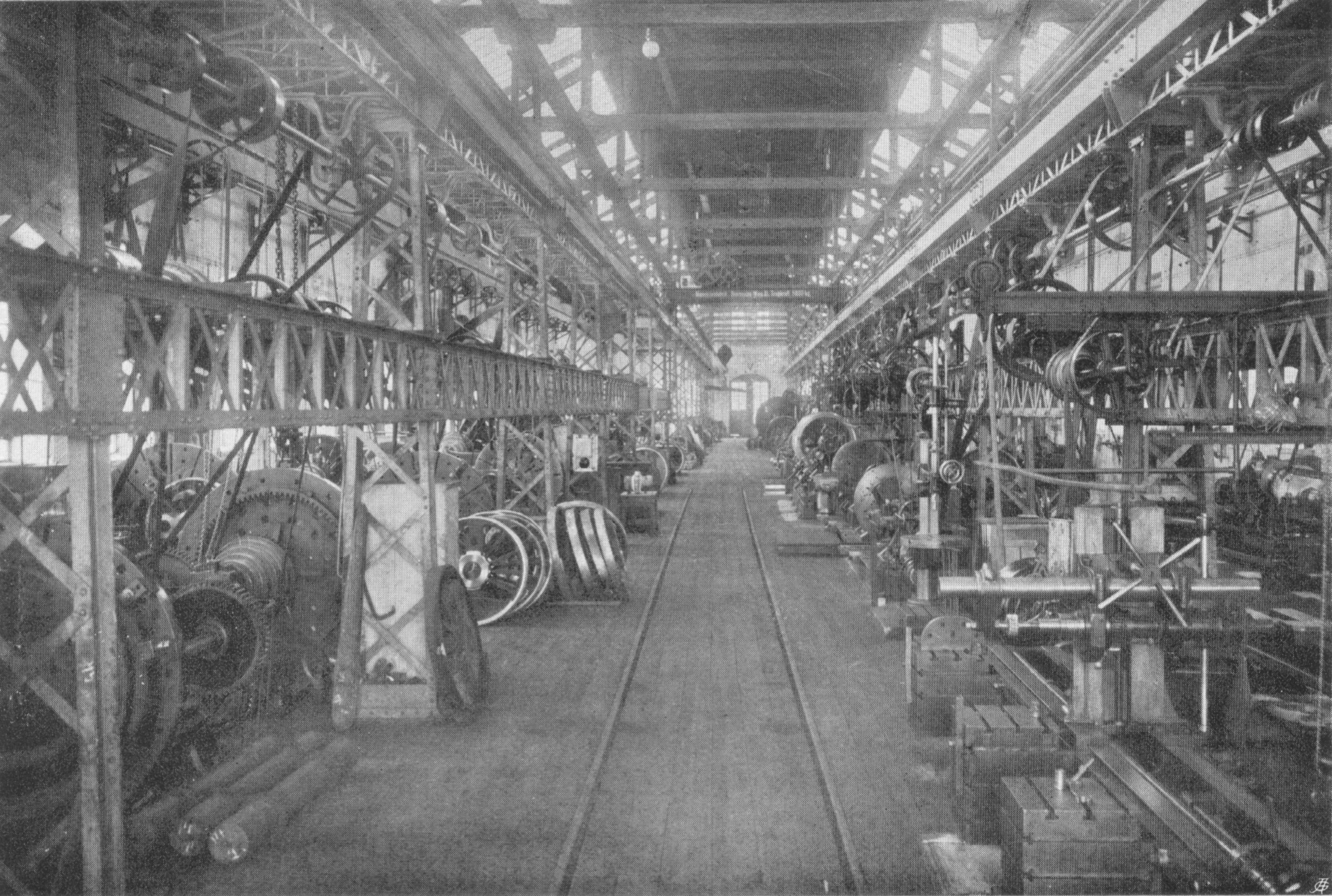
Riemenantriebe in der Wiener Neustädter Lokomotivfabrik, Österreich (1910)

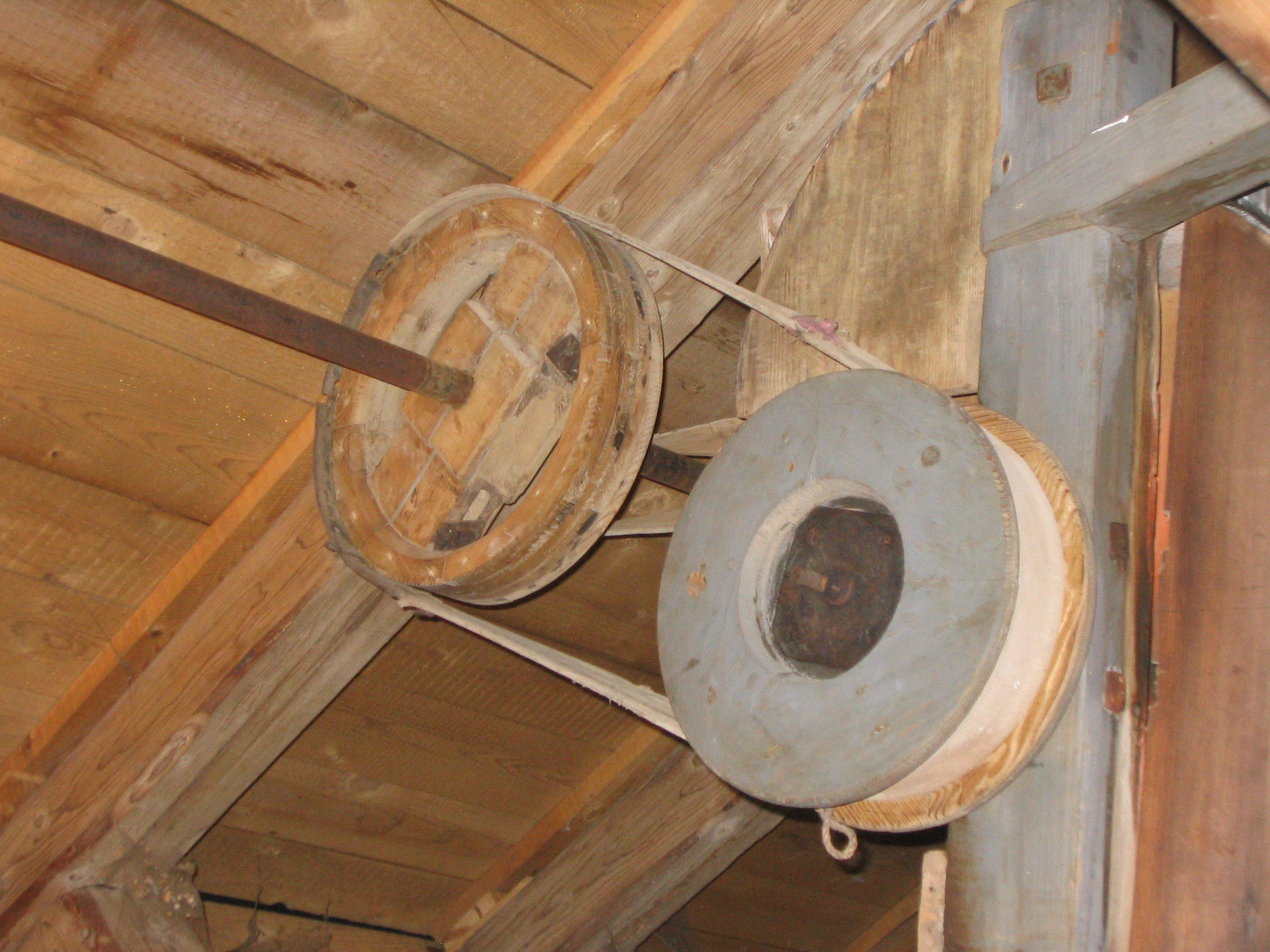
Riemenantrieb in einer Mühle

Die Vorteile des Riementriebes sind etwa:
- ruhiger und geräuscharmer Lauf
- Stoßdämpfung
- geringe Wartung (keine Schmierung)
- geringe Kosten (besonders bei großen Wellenabständen),
- kurzzeitige Überlastfähigkeit (Riemenschlupf – nicht bei Zahnriemen)
- geringes Gewicht/Leistung
- hohe Umlaufgeschwindigkeiten (Drehzahlen)

Die Nachteile:
- begrenzter Temperaturbereich
- Riemendehnung (Nachspannen)
- Empfindlichkeit gegen äußere Einflüsse (Öl, Benzin, Temperatur, Schmutz, Wasser, Staub)
- ständiger Dehnschlupf (ca. 2 % – nicht bei Zahnriemen)
- große Wellenbelastungen (1,2–2,5-fach mal Umfangskraft) je nach Riemenart

Transmissionen (Riemen- und auch Zahnradgetriebe) dürfen wegen der großen Verletzungsgefahr heute nur noch umhaust (Kästen oder Gitter) betrieben werden.
Wegen möglicher elektrostatischer Aufladungen durch Ladungstrennungen und resultierender Entladungsfunken müssen Riemen in explosionsgefährdeten Räumen gegebenenfalls elektrisch leitend und somit geerdet ausgeführt werden.

## Einteilung
Riemengetriebe können unterschiedlich eingeteilt werden:

### Nach Riemenart

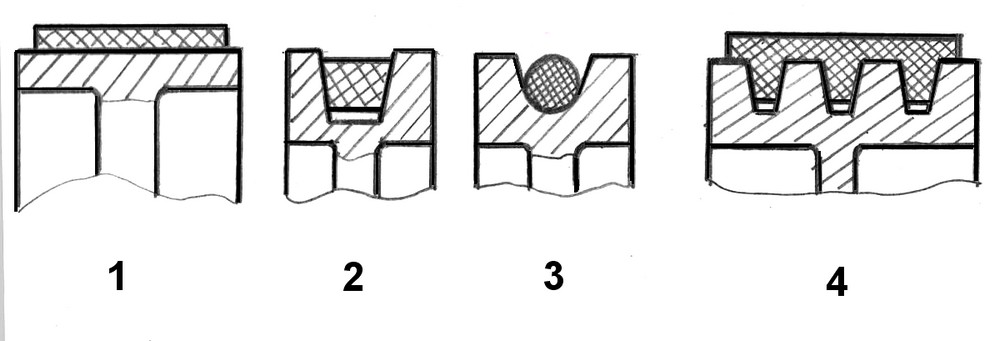
1: Flachriemen
2: Keilriemen
3: Rundriemen
4: Keilrippenriemen

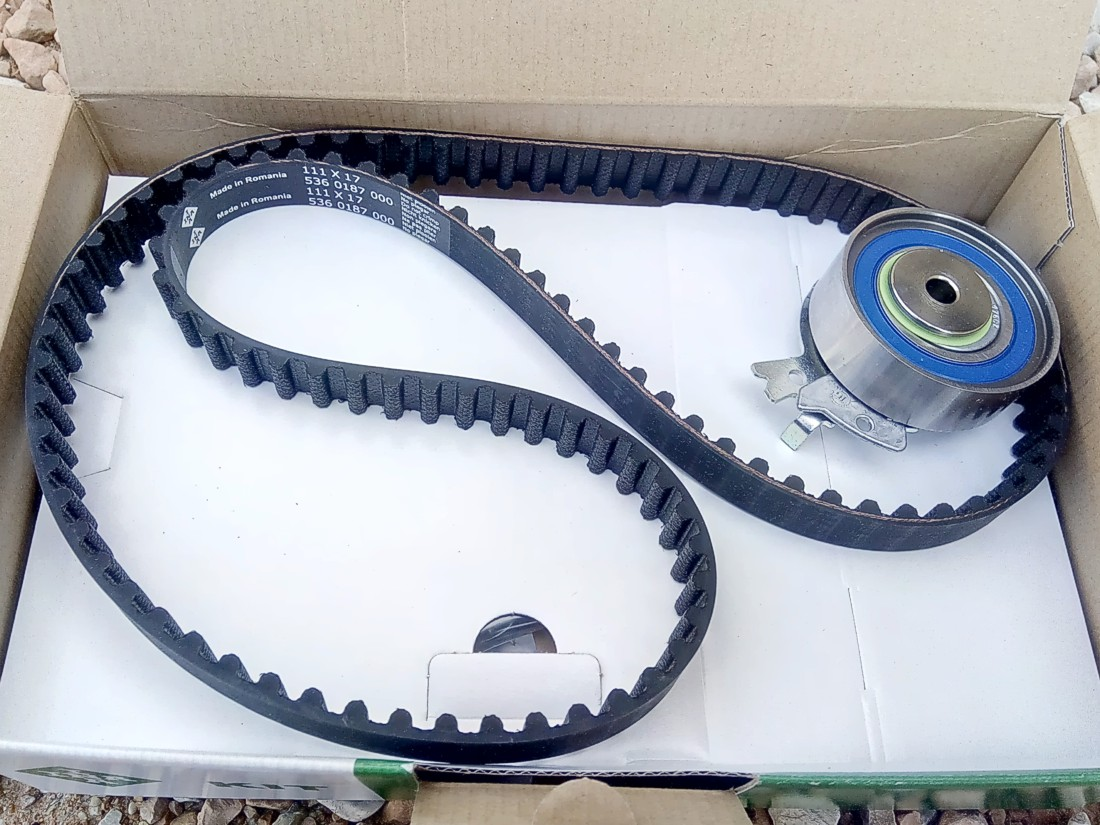
Zahnriemen mit Spannrolle

- Flachriemen
- Keilriemen
- Keilrippenriemen
- Zahnriemen
- Rundriemen

### Nach Riemenführung

a: offener Trieb
b: Trieb mit äußerer Spannrolle
c: Trieb mit innerer Spannrolle
d: gekreuzter Trieb
e: Trieb mit Umlenkrollen zur Umkehrung der Drehrichtung (gegenüber a)
f: halbgekreuzter/geschränkter Trieb
g: Umlenkrollentrieb

#### Offen
Offene Riemengetriebe (a) sind die einfachste Bauart. Bei ihnen läuft der Riemen über zwei Riemenscheiben, deren Achsen parallel und deren Drehrichtung gleich ist. Die Drehrichtung ist ohne weiteres umkehrbar. Es können sehr große Riemengeschwindigkeiten gefahren werden.

#### Gekreuzt
Gekreuzte Riemengetriebe (d) werden eingesetzt, wenn sich die Riemenscheiben in entgegengesetzten Drehrichtungen bewegen sollen. Durch die Kreuzung vergrößern sich die Umschlingungswinkel, wodurch der Riemen weniger zu Gleitschlupf neigt (siehe Euler-Eytelwein-Formel). Der Verschleiß des Riemens wird allerdings erhöht, da die Trume des Riemens sich am Kreuzungspunkt scheuern.

#### Halbgekreuzt (geschränkt)
Durch geschränkte Riementriebe (f) lassen sich Drehbewegungen von zwei Achsen übertragen, welche im Winkel von 90° zueinander angeordnet sind (wie bei einem Schneckengetriebe).

#### Mehrfachantriebe
Beim Mehrfachantrieb läuft der Riemen über eine Antriebsriemenscheibe und mehrere Abtriebswellen und/oder -scheiben.

### Einteilung nach Spannmöglichkeit

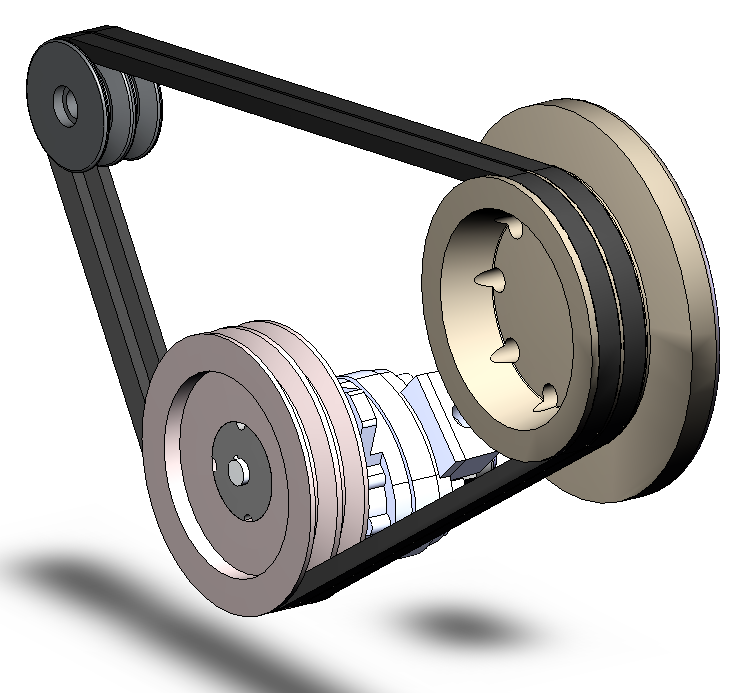
Riementrieb mit zwei parallel gespannten Keilriemen, beispielsweise in einem Automotor

#### Dehnungsgetriebe
Der Riemen ist kürzer als eigentlich notwendig und wird elastisch gedehnt.

#### Spannrollengetriebe
Beim Spannrollengetriebe befindet sich eine oder mehrere Spannrollen am Leertrum. Die Spannrolle kann dabei innen (c) oder außen (b) liegen. Die Spannrollen können entweder fest oder federnd angebracht werden. Durch Spannrollen wird die Riemenspannung aufrechterhalten, der Riemen geführt, werden bleibende Riemenlängenänderungen ausgeglichen und Vibrationen des Riemens verhindert. Eine außenliegende Spannrolle dient außerdem zur Vergrößerung des Umschlingungswinkels an beiden Scheiben. Allerdings wird dabei der Riemen in zwei Richtungen auf Biegung beansprucht, wodurch sich dessen Lebensdauer verkürzt. Ein Riemenspanner kann manuell entspannt werden, wodurch sich der Riemen leichter von der Scheibe nehmen lässt. 

#### Spannwellengetriebe
Beim Spannwellengetriebe kann die An- oder Abtriebswelle bzw. der Motor bzw. die Arbeitsmaschine in seiner Halterung bewegt werden, um den Riemen zu spannen. Eine bekannte Anwendung ist der Lichtmaschinenantrieb beim Automobil.

#### Selbsttätiges Spannen
- Motor auf Wippe befestigt (selbstspannender Riementrieb nach Josef Pöschl bzw. selbstspannender „Sespa“-Antrieb) – Spannung durch das Reaktionsmoment des Motors infolge des Drehmoments, Ruhevorspannung meist zusätzlich durch die Motor- und Wippensmasse.
- Antriebsscheibe mit Zahnrad zur Motorwelle verbunden. Die Antriebswelle ist um die Motorwelle schwenkbar. Das Reaktionsmoment des Motors schwenkt die Antriebsscheibe und spannt so den Riemen.

### Nach Verstell-/Schaltbarkeit

#### Ausrückgetriebe
Das Ausrückgetriebe entspricht der oben bei der klassischen Transmission erklärten Kupplung für Flachriemen.

#### Stufenscheibe

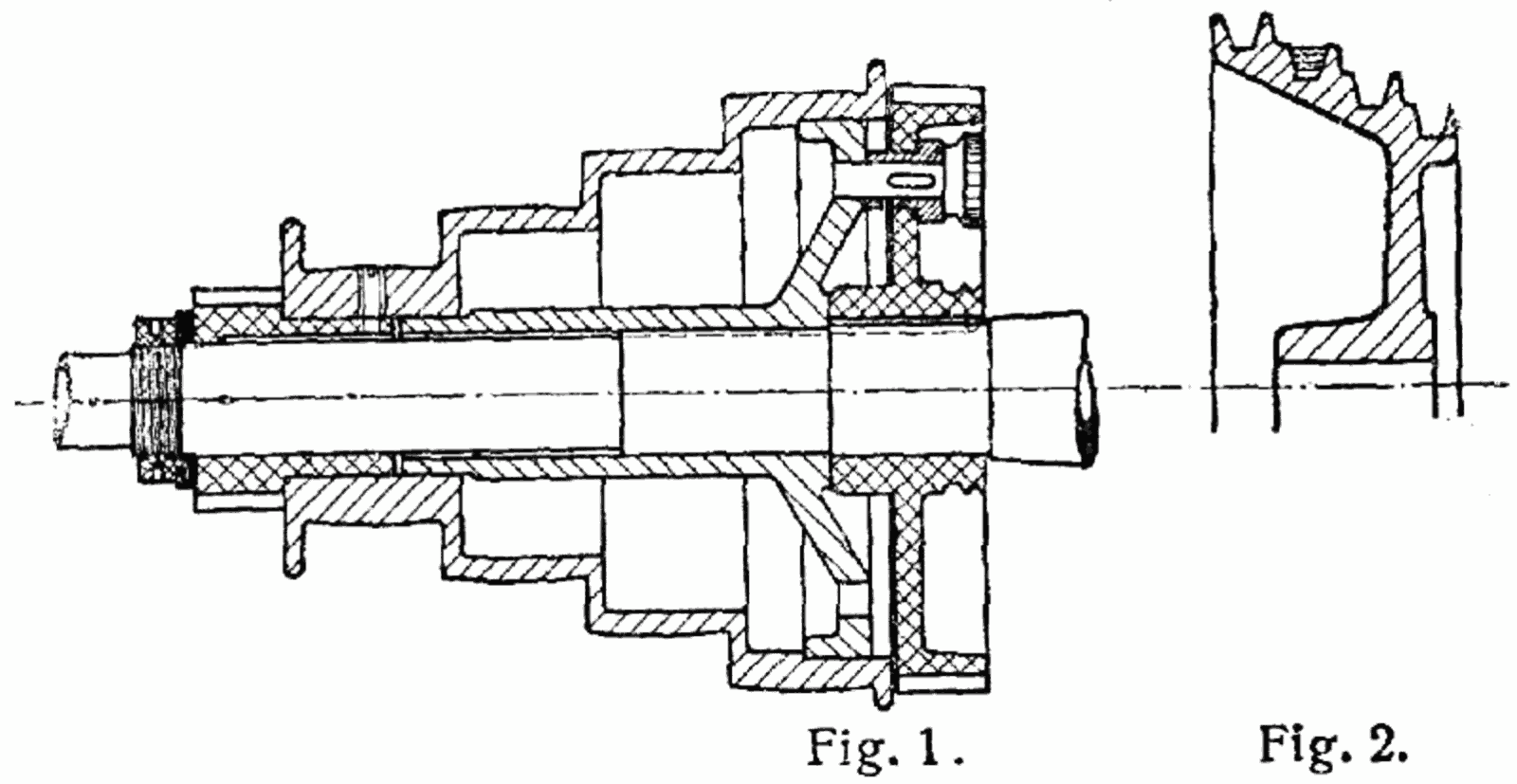
Stufenscheiben rechts für Keilriemen, links für Flachriemen. Die Laufbahnen für Flachriemen sind leicht gewölbt (bombiert), um den Flachriemen beim Lauf zu zentrieren.

Sie wird verwendet, um mit Riemengetrieben Schaltgetriebe aufzubauen. Siehe ebenfalls klassische Transmission (Flachriemen)-Anwendung bei Werkzeugmaschinen. Die Schaltung erfolgt jedoch oft im Stillstand.

#### Kegelscheibe
Zwei entgegengesetzte konische Rotationskörper, auf denen ein etwas breiterer Riemen in Achsrichtung verschoben wird. Es ist das einfachste aller kontinuierlich verstellbaren (CVT)-Riemengetriebe.

#### Keilriemenverstellgetriebe
Stufenlos stellbares Getriebe (Sammelbegriff CVT-Getriebe), bei dem ein breiter Keilriemen zwischen axial verstellbaren Kegelrädern läuft.
Anwendung in Kleinkrafträdern und Säulenbohrmaschinen. Siehe auch Variomatic und Kettengetriebe.

## Normen und Standards
Eine Auswahl:
- Durchmesser: DIN 114
- Kupplungen: DIN 115, 116
- Lager und Lagerunterlagen: DIN 117, 118, 119, 187, 189, 193, 194, 195
- Triebscheiben: DIN 109, 110, 111, 112, 121
- Verankerungen: DIN 188, 191, 192, 261, 794, 796
- Vorgelege: DIN 751, 752, 753, 754, 755, 756, 757
- Sinnbilder: DIN 991, 992, 993